# Loëze
Die Loëze (auch Ruisseau de Manziat genannt) ist ein kleiner Fluss im Südosten von Frankreich, der im Département Ain der Region Auvergne-Rhône-Alpes nordöstlich der Stadt Mâcon verläuft.

## Geografie

### Verlauf
Die Loëze entspringt im Gemeindegebiet von Bâgé-Dommartin, verläuft generell Richtung Westen – mit einem kleinen Ausreißer im Unterlauf nach Norden – und mündet nach insgesamt rund 15 Kilometern im Gemeindegebiet von Feillens als linker Nebenfluss in einen Seitenarm der Saône, der den Namen Bras de Sancé trägt. Im Mündungsabschnitt quert Loëze die Autobahn A40.

### Orte am Fluss
(Reihenfolge in Fließrichtung)
- Dommartin, Gemeinde Bâgé-Dommartin
- Cour, Gemeinde Bâgé-Dommartin
- Passant, Gemeinde Feillens
- Les Pinoux, Gemeinde Manziat
- Vésines